# Linea di difesa di Amsterdam
Il patrimonio dell'umanità dell'UNESCO noto come linea di difesa di Amsterdam (olandese: Stelling van Amsterdam) è un anello di 135 chilometri composto da fortezze che circonda Amsterdam. Il complesso è formato da 42 forti situati nella fascia tra i 10 ed i 15 chilometri dal centro, e da terreni che potevano essere facilmente allagati in tempo di guerra. L'allagamento è stato progettato al fine di produrre una profondità di circa 30 centimetri, insufficiente per permetterne l'attraversamento in barca. Tutti gli edifici nel raggio di un chilometro dalla linea dovevano essere costruiti in legno, in modo da poter essere bruciati in caso di necessità.
La Stelling van Amsterdam venne costruita tra il 1880 ed il 1920. L'invenzione degli aeroplani e dei carri armati rese obsoleti i forti, oggi sotto il controllo del consiglio comunale e del dipartimento della natura, e sono aperti al pubblico.

## Funzione
La Stelling van Amsterdam fu principalmente una "linea d'acqua" difensiva (in olandese: waterlinie). In caso di attacco nemico grandi porzioni di terreno attorno ad Amsterdam potevano essere inondate al fine di impedire l'avanzata nemica. Amsterdam avrebbe funzionato quale reduit nazionale, ultima roccaforte dei Paesi Bassi. I forti venivano costruiti nei punti in cui strade, ferrovie o dighe intersecavano la linea d'acqua. In questi punti non ci sarebbe stata acqua a fermare il nemico, e le fortezze avrebbero dovuto servire come base per colpire gli avversari con i cannoni.

## Costruzione

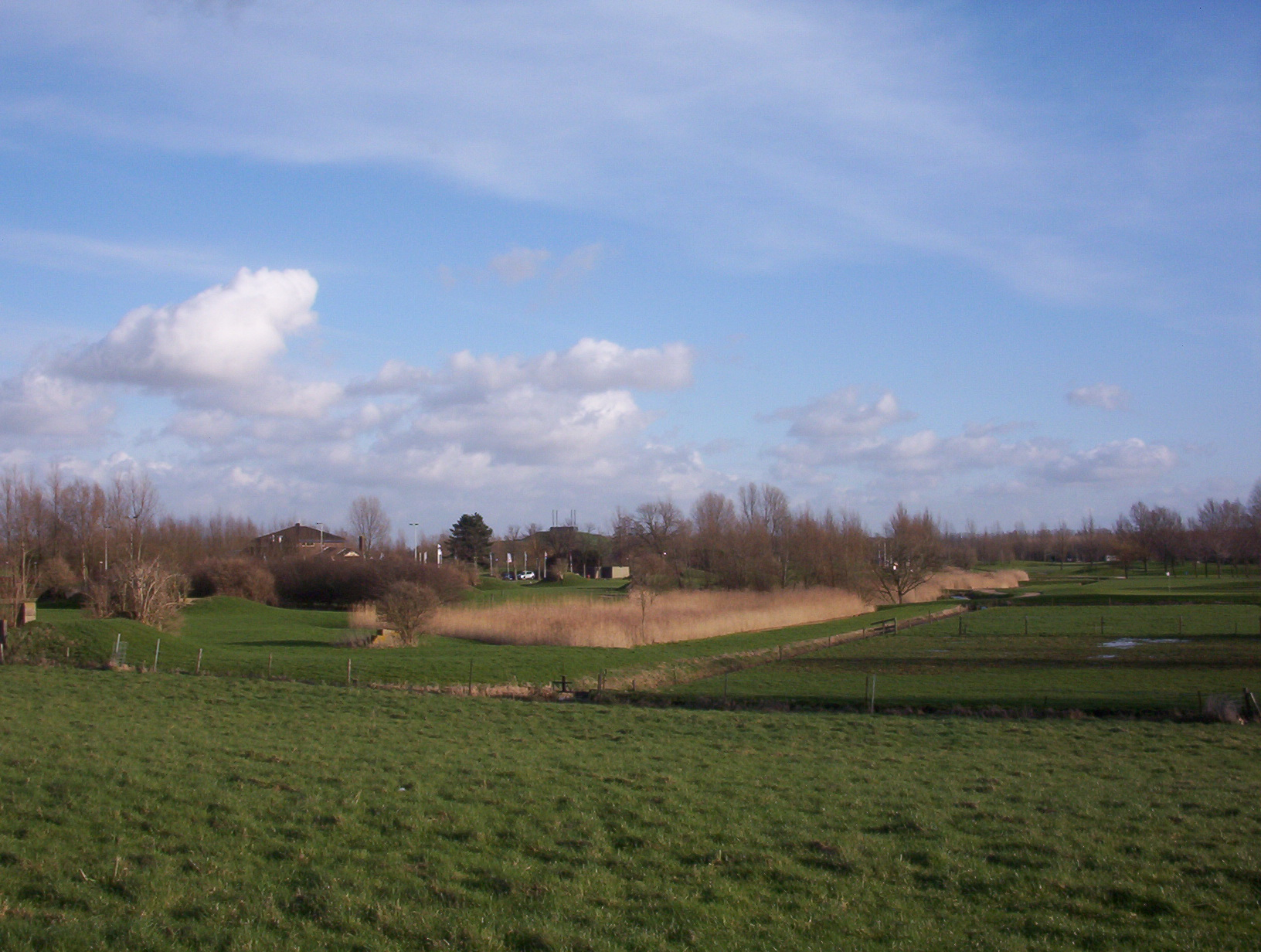
Colline e bunker

Le leggi sulla costruzione della Stelling van Amsterdam entrarono in vigore nel 1874. Durante la preparazione fu evidente che il progetto era già obsoleto rispetto alle nuove tecniche. L'invenzione della granata a percussione (che sarebbe esplosa al contatto col bersaglio) imponeva di modificare la tecnica di costruzione dei forti passando dall'uso della muratura a quello del cemento. Gli olandesi non avevano la necessaria esperienza nell'uso del cemento. Vennero svolte numerose prove bombardando le mura in cemento con artiglieria di vario calibro. Si decise che le fondamenta di sabbia avrebbero dovuto essere lasciate sedimentare per vari anni prima di poterci costruire sopra, per cui l'edificazione non iniziò prima del 1897.

## Servizio
La Stelling van Amsterdam non venne mai usata in combattimento, e l'uso degli aerei la rese obsoleta già dopo la prima guerra mondiale. In ogni caso venne conservata e mantenuta in servizio fino al 1963.
La diga che attraversa Haarlemmermeer, che rendeva possibile l'allagamento della parte meridionale del polder mentre quella settentrionale avrebbe continuato a produrre cibo per Amsterdam, viene ora tagliata in due dall'autostrada A4. Questa autostrada passa anche attraverso la Ringvaart a Roelofarendsveen, impedendo ogni futuro uso della Stelling.
Nel 1996 l'intera Stelling van Amsterdam divenne patrimonio dell'umanità dell'UNESCO.

## I 42 forti della Stelling

### Fronte nord
- Forte vicino a Edam
- Forte vicino a Kwadijk
- Forte a nord di Purmerend
- Forte lungo il Nekkerweg
- Forte lungo il Middenweg
- Forte lungo il Jisperweg
- Forte vicino a Spijkerboor

### Fronte nord-ovest
- Forte vicino a Marken-Binnen
- Forte vicino a Krommeniedijk
- Forte lungo il Den Ham
- Forte vicino a Veldhuis
- Forte lungo il St.Aagtendijk
- Forte nel Zuidwijkermeerpolder
- Forte vicino a Velsen
- Forte costiero vicino a IJmuiden

### Fronte ovest
- Forte a nord di Spaarndam
- Forte a sud di Spaarndam
- Forte vicino a Penningsveer
- Forte vicino al Liebrug
- Forte lungo il Liede

### Fronte sud-ovest
- Forte vicino a Vijfhuizen
- Batteria lungo il IJweg
- Forte vicino a Hoofddorp
- Batteria lungo il Sloterweg
- Forte vicino a Aalsmeer

### Fronte sud
- Forte vicino a Kudelstaart
- Forte vicino a De Kwakel
- Forte lungo il Drecht
- Forte vicino a Uithoorn
- Forte Waver-Amstel
- Forte nel Waver-Botshol
- Forte lungo il Winkel

### Fronte sud-est
- Forte vicino a Abcoude
- Batterie lungo il Gein
- Forte vicino a Nigtevecht
- Forte vicino a Hinderdam
- Forte Uitermeer
- Fortezza Weesp

### Fronte Zuiderzee
- Fortezza Muiden
- Batteria vicino a Diemerdam
- Forte Pampus
- Batteria sull'isola di Vuurtoreneiland